# Marko Marin
Pour les articles homonymes, voir Marin.
Ne doit pas être confondu avec Marco Marin, escrimeur italien
Marko Marin, né le 13 mars 1989 à Gradiška (Yougoslavie, aujourd'hui Bosnie-Herzégovine), est un footballeur international allemand qui évolue au poste de milieu offensif.
Ce joueur surnommé le « Messi allemand » en raison de son style de jeu et ses qualités techniques a fait partie de l'équipe nationale allemande qui a terminé troisième de la Coupe du monde de football 2010.

## Carrière

### Formation et Borussia Mönchengladbach
Né à Gradiška en ex-Yougoslavie, le jeune Marko Marin  émigre avec ses parents à Francfort en Allemagne alors qu'il est âgé de deux ans. De parents serbes de Bosnie, Marin évolue dans les équipes de jeunes de l'Eintracht Francfort avant de rejoindre le centre de formation du Borussia Mönchengladbach en 2005. Il dispute son premier match professionnel le 31 mars 2007 face à son ancien club, l'Eintracht Francfort, lors de la 27e journée de Bundesliga. Entré à l'heure de jeu, Marin délivre un centre qui amène l'égalisation du Borussia à la 89e minute (1-1). Il ne dispute que trois autres matchs lors de cette fin de saison, qui voit son club être rétrogradé en seconde division. 
Il inscrit son premier but professionnel lors d'un match face à Osnabrück comptant pour le premier tour de la Coupe d'Allemagne. Il doit cependant attendre la 28e journée pour marquer son premier but en 2. Bundesliga face à Fürth, Marko Marin réalisant un doublé (victoire 3-0). Malgré le fait qu'il joue en seconde division, il est repéré par le sélectionneur allemand Joachim Löw qui le considère comme un joueur susceptible d'être retenu pour disputer l'Euro 2008 . Il connaît d'ailleurs ses premières sélections avec l'équipe d'Allemagne de football quelques mois avant le début d'une compétition à laquelle il ne va finalement pas prendre part. 
De retour parmi l'élite à l'issue de l'édition 2007-2008, année durant laquelle Gladbach décroche le titre de champion de seconde division, Marin inscrit son premier triplé face au VfB Fichte Bielefeld (club de 7e division) en Coupe d'Allemagne le 9 août 2008 (score final: 8-1). La saison 2008-2009 est difficile pour les blancs et verts qui se maintiennent in extremis (un point devant Energie Cottbus). Marin joue cette saison-là 33 matchs, inscrivant 4 buts.

### Werder Brême
Le 24 juin 2009, après 84 matchs et 11 buts sous le maillot de Mönchengladbach, il signe un contrat de quatre ans en faveur du Werder Brême pour un montant estimé à 8 millions €. Il s'impose rapidement au sein de l'effectif du Werder et est régulièrement titularisé dès sa première saison en attaque au côté d'Aaron Hunt et de Mesut Özil. Le départ de ce dernier au Real Madrid durant l'été 2010 fragilise l'attaque du Werder Brême et Marin peine de plus en plus à briller avec son club.

### Chelsea
Le 28 avril 2012, il signe un contrat de cinq ans en faveur de Chelsea pour la somme de 8 millions €, le transfert prenant effet à l'ouverture du marché des transferts le 1er juillet,. 
Le 28 septembre suivant, il prend part à son premier match avec les Blues en entrant à la place de Juan Mata à la 70e minute du match de League Cup face à Wolverhampton (victoire 6-0).

### Prêts successifs
Lors du mercato d'été 2013 il est prêté par Chelsea au FC Séville jusqu'à la fin de la saison.
Le 22 août 2013, Marko Marin inscrit ses premiers buts contre le Śląsk Wrocław en tour préliminaire de la Ligue Europa (victoire du 4-1).
Marko Marin se fait prêter par Chelsea à la Fiorentina le 13 août 2014 pour une saison avec une option d'achat de 5 millions d'euros.
Le 20 janvier 2015, le RSC Anderlecht parvient à négocier avec Chelsea le prêt avec option d'achat de Marko Marin. Cependant, il se blesse assez rapidement après la finale de la coupe de Belgique manquant par la même occasion les play-off 1. L'option d'achat ne sera pas levée.
Le 25 août 2015, Chelsea le prête pour la quatrième fois ce coup ci à Trabzonspor avec une option d'achat fixée à 2,5 millions d'euros.

### Olympiakos
En 2016, après de nombreux prêts, Marko Marin rejoint l'Olympiakos afin de compenser le départ de Jimmy Durmaz. En Grèce, il conquiert le titre de champion dès sa première saison.

### Étoile rouge de Belgrade
Lors du dernier jour du mercato d'été 2018, Marko Marin rejoint l'Étoile rouge de Belgrade. Le 3 octobre 2018, au Parc des Princes, il marque le premier but du club en phase finale de Ligue des champions depuis 1991.

### Al-Ahli
Le 5 janvier 2020, il s'engage en faveur de l'Al-Ahli SC, contre une somme qui serait de 1,7 million d'euros.

### Ferencváros TC
Le 18 septembre 2021, libre de tout contrat, il rejoint le club hongrois du Ferencváros TC où il met fin à sa carrière de joueur en fin de saison.

### En sélection
Malgré ses origines bosniennes, Marko Marin choisit de porter les couleurs de son pays d'accueil, l'Allemagne. En 2007, il est sélectionné chez les espoirs allemands et marque son unique but face à l'Islande (victoire 3-0) en novembre. Retenu dans une pré-liste de 26 joueurs pour l'Euro 2008, il dispute son premier match en A le 27 mai 2008 face à la Biélorussie (match nul 2-2) en remplaçant à la mi-temps Bastian Schweinsteiger. Il ne fait cependant pas partie de l'équipe allemande présente en Autriche et en Suisse pour la phase finale. Le 20 août 2008, il inscrit son premier but avec la Mannschaft lors d'un match amical face à la Belgique (2-0). 
Malgré ses sélections avec les A, il fait partie du groupe allemand vainqueur de l'Euro 2009 espoirs mais ne dispute pas la finale face à l'Angleterre (4-0) le 29 juin 2009.
Continuant sa progression, Marin est sélectionné pour la Coupe du monde 2010 en Afrique du Sud. Malgré de bonnes prestations lors des matchs de préparation, il est très peu utilisé par Joachim Löw qui lui préfère Toni Kroos, Piotr Trochowski et surtout Thomas Müller sur le flanc droit du milieu de terrain de la Nationalmannschaft. À gauche, Marin ne peut s'exprimer non plus, barré par un Lukas Podolski inamovible. En dépit de ses qualités techniques, Marko Marin ne prend part qu'à deux rencontres lors de ce Mondial entrant en jeu face à l'Australie (4-0) et contre la Serbie (0-1).

## Buts en sélection
| # | Date         | Lieu     | Adversaire | Score | Résultat | Compétition  |
| - | ------------ | -------- | ---------- | ----- | -------- | ------------ |
| 1 | 20 août 2008 | Belgique | Belgique   | 1-0   | 2-0      | Match amical |

## Palmarès

### En club
- Borussia Mönchengladbach
  - Champion d'Allemagne de D2 en 2008

- Werder Brême
  - Vainqueur de la Supercoupe d'Allemagne en 2009

- Chelsea
  - Vainqueur de la Ligue Europa en 2013

- Séville FC
  - Vainqueur de la Ligue Europa en 2014

- Olympiakos
  - Champion de Grèce en 2017

- Étoile rouge de Belgrade
  - Champion de Serbie en 2019
- Ferencváros TC
  - Champion de Hongrie en 2022

### En sélection
- Vainqueur du Championnat d'Europe espoirs en 2009.